# Kambarka
Kambarka (en ruso: Камбарка) es una ciudad ubicada en el sureste de la república de Udmurtia, Rusia, junto a la frontera con Baskortostán, a unos 100 km al sureste de Izhevsk —la capital de la república— y a la orilla izquierda del río Kama, uno de los principales afluentes del Volga. Su población en el año 2010 era de 11 021 habitantes.

## Historia
Se fundó alrededor de 1761 como un asentamiento dedicado a la forja o herraje. Obtuvo el estatus de ciudad en 1945.
Durante la época soviética fue construida en la ciudad una planta industrial de armas químicas, la cual fue obligada a destruirse en 2012 por la Convención sobre Armas Químicas.